# Smelowskieae
Smelowskieae es una tribu de plantas pertenecientes a la familia Brassicaceae. El género tipo es Smelowskia C. A. Mey. ex Ledeb.

## Géneros
Según GRIN
- Ermania Cham. =~ Smelowskia C. A. Mey. ex Ledeb.
- Gorodkovia Botsch. & Karav. =~ Smelowskia C. A. Mey. ex Ledeb.
- Hedinia Ostenf. =~ Smelowskia C. A. Mey. ex Ledeb.
- Hediniopsis Botsch. & V. V. Petrovsky = Smelowskia C. A. Mey. ex Ledeb.
- Melanidion Greene =~ Smelowskia C. A. Mey. ex Ledeb.
- Redowskia Cham. & Schltdl. =~ Smelowskia C. A. Mey. ex Ledeb.
- Sinosophiopsis Al-Shehbaz =~ Smelowskia C. A. Mey. ex Ledeb.
- Smelowskia C. A. Mey. ex Ledeb.
- Sophiopsis O. E. Schulz =~ Smelowskia C. A. Mey. ex Ledeb.

Según NCBI
- Hedinia
- Smelowskia